# Лежащая на боку U
ᴝ (лежащая на (левом) боку U) — буква расширенной латиницы. Используется в Уральском фонетическом алфавите, где обозначает редуцированный гласный [u], передаваемый буквой u. В Уральском фонетическом алфавите редуцированный гласный обычно обозначается перевёрнутой на 180° графемой соответствующего нередуцированного звука, однако в том случае, когда перевёрнутая буква является омоглифом другого символа (в данном случае n), буква поворачивается на 90° против часовой стрелки.